# Język n’ko
Język n’ko – ustandaryzowana forma koiné języków mande, zapisywana alfabetem N'Ko. Jest używana w Gwinei, Mali, Wybrzeżu Kości Słoniowej, Burkina Faso i niektórych innych krajach Afryki Zachodniej, przede wszystkim, ale nie wyłącznie w formie pisemnej, natomiast w mowie używane są różne języki mande: maninka, bambara, diula i inne.
Jest to język literacki z gramatyką normatywną zwaną kángbɛ („czysty język”). Do jego kodyfikacji przyczynił się Soulemayne Kante, który za podstawę języka literackiego przyjął odmianę minkinkamóri, używaną w rodzimym regionie Kante Kankan.
Valentin Vydrin w 1999 r. i Coleman Donaldson w 2019 r. wskazali, że zapisywanie języków mande w standardowej formie N’ko zyskuje na popularności. Ta ustandaryzowana forma pisemna jest coraz częściej stosowana w nauce czytania wśród osób mówiących różnymi odmianami języków mande. Jest również powszechnie stosowana w komunikacji elektronicznej.